# Semsakrebsler

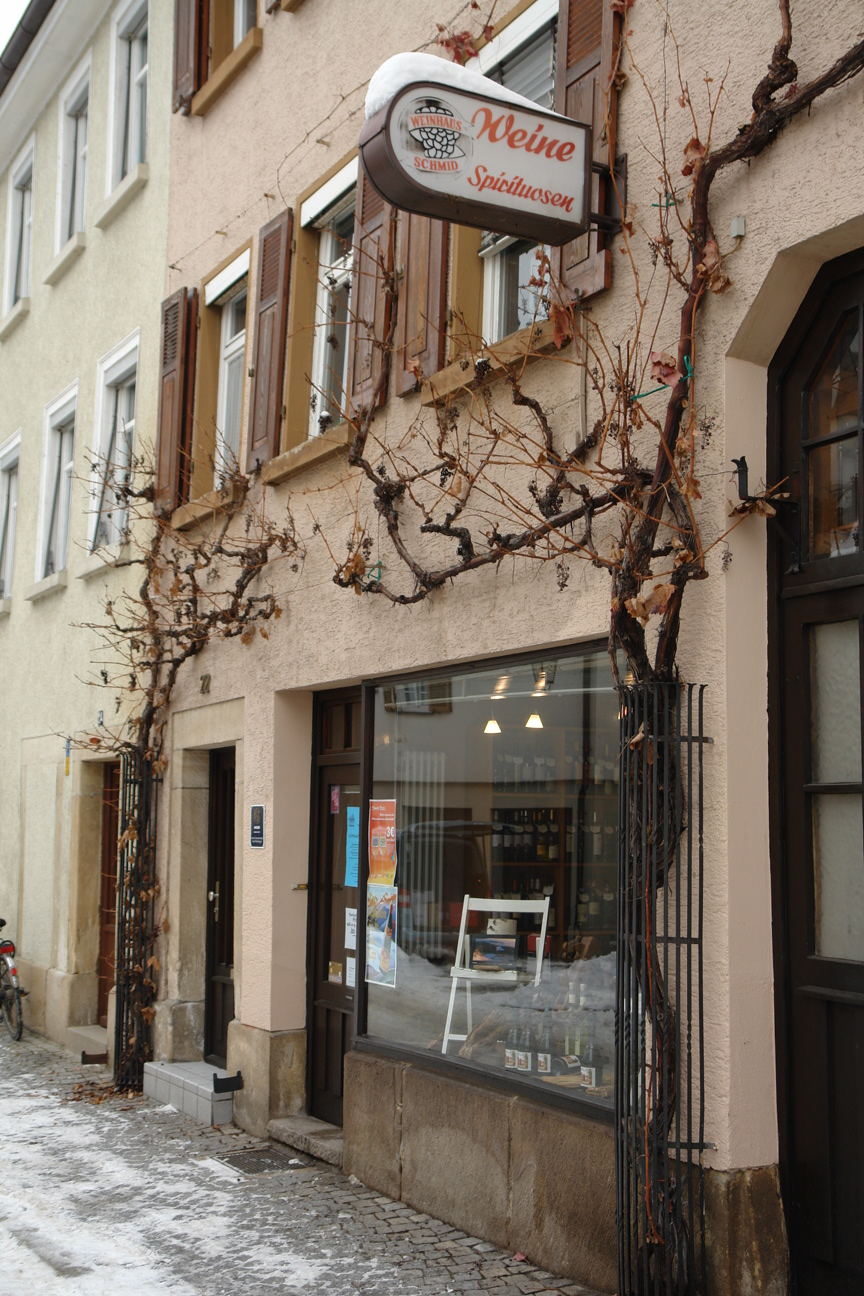
Semsakrebsler an der Fassade des Weinhaus Schmid in der Tübinger Unterstadt

Ein Semsakrebsler oder Simsekrebsler ist ein Wein, der aus oft im Spalier gezogenen Hauswandreben (Zierreben) für den Eigenbedarf gekeltert wird.
Der Name leitet sich vom Fenstergesims (waagrechter Wandvorsprung) und „krebseln“ (bezogen auf die an der Hauswand empor kletternden bzw. rankende Reben) ab. Oft wird das Wort abfällig für einen einfachen und meist sauren Wein verwendet, ähnlich wie „Racheputzer“.